# Lochbuie
Lochbuie és una població dels Estats Units a l'estat de Colorado. Segons el cens del 2000 tenia 2.049 habitants.

## Demografia
Segons el cens del 2000, Lochbuie tenia 2.049 habitants, 643 habitatges, i 518 famílies. La densitat de població era de 590,4 habitants per km².
Dels 643 habitatges en un 43,1% hi vivien nens de menys de 18 anys, en un 65,8% hi vivien parelles casades, en un 7% dones solteres, i en un 19,4% no eren unitats familiars. En el 15,2% dels habitatges hi vivien persones soles el 4,8% de les quals corresponia a persones de 65 anys o més que vivien soles. El nombre mitjà de persones vivint en cada habitatge era de 3,19 i el nombre mitjà de persones que vivien en cada família era de 3,5.
Per edats la població es repartia de la següent manera: un 31% tenia menys de 18 anys, un 8,7% entre 18 i 24, un 32,9% entre 25 i 44, un 19,7% de 45 a 60 i un 7,7% 65 anys o més.
L'edat mediana era de 31 anys. Per cada 100 dones de 18 o més anys hi havia 114,2 homes.
La renda mediana per habitatge era de 38.988 $ i la renda mediana per família de 40.089 $. Els homes tenien una renda mediana de 30.993 $ mentre que les dones 25.288 $. La renda per capita de la població era de 14.845 $. Entorn del 4,3% de les famílies i el 8,5% de la població estaven per davall del llindar de pobresa.

## Poblacions més properes
El següent diagrama mostra les poblacions més properes.